# Zelotinae
Zelotinae è una sottofamiglia di ragni appartenente alla famiglia Gnaphosidae.

## Descrizione
Sono ragni di varia grandezza, da piccola (2 millimetri) a medio-grande (10 millimetri).
La chiave dicotomica di questa sottofamiglia rispetto alle altre è che questi ragni hanno una struttura a guisa di pettine posta distalmente sui metatarsi del III° e IV° paio di zampe. Questo carattere è tipico, non è posseduto da nessun'altra sottofamiglia.

## Distribuzione
I 15 Generi oggi noti di questa sottofamiglia hanno, globalmente, diffusione cosmopolita.

## Tassonomia
Attualmente, a marzo 2016, la maggioranza degli aracnologi è concorde nel suddividerla in 15 generi:
1. Allozelotes Yin & Peng, 1998 - Cina (4 specie)
2. Camillina Berland, 1919 - Americhe, Africa, Italia, India, isole Seychelles (75 specie)
3. Canariognapha Wunderlich, 2011 - Isole Canarie (genere monospecifico)
4. Civizelotes Senglet, 2012 - dall'Europa all'Asia centrale, Israele, Marocco (9 specie)
5. Drassyllus Chamberlin, 1922 - regione olartica e ecozona orientale (91 specie)
6. Heser Tuneva, 2004 - Mediterraneo, Africa, Kazakistan, India, USA (10 specie)
7. Ibala Fitzpatrick, 2009 - Africa meridionale (Namibia, Zambia, Zimbabwe, Sudafrica) (17 specie)
8. Setaphis Simon, 1893 - Mediterraneo, Africa, Asia centromeridionale, isole Canarie, Filippine, isole Capo Verde (21 specie)
9. Trachyzelotes Lohmander, 1944 - Regione olartica, Africa, America meridionale (21 specie)
10. Turkozelotes Kovblyuk & Seyyar, 2009 - Turchia, Russia (2 specie)
11. Urozelotes Mello-Leitão, 1938 - cosmopolita (4 specie)
12. Zelominor Snazell & Murphy, 1997 - Spagna, Portogallo, Algeria (3 specie)
13. Zelotes Gistel, 1848 - cosmopolita (398 specie e 1 sottospecie)
14. Zelotibia Russell-Smith & Murphy, 2005 - Africa centrale (Congo, Tanzania, Ruanda, Burundi) (22 specie)
15. Zelowan Murphy & Russell-Smith, 2010 - Congo, Burundi, Namibia (18 specie)